# Herb Jelcza-Laskowic
Herb Jelcza-Laskowic – jeden z symboli miasta Jelcz-Laskowice i gminy Jelcz-Laskowice w postaci herbu.

## Wygląd i symbolika
Herb przedstawia na tarczy dwudzielnej w pas w polu górnym złotym szary orzeł z przepaską srebrną na piersi między srebrnymi literami „J” i „L”. W polu dolnym srebrnym zielone koło kierownicy samochodowej ze złotym przyciskiem klaksonu. Herb oraz pola obwiedzione czarną bordiurą.
Litery „J” i „L” odwołują się do nazwy miasta, kierownica nawiązuje do Jelczańskich Zakładów Samochodowych.

## Historia
Herb nie przestrzega zasad heraldyki polskiej, a Urząd Miasta i Gminy w 2010 zlecił przygotowanie nowego wzoru herbu.